# Cordelia Frost
Cordelia Frost è un personaggio dei fumetti, creato da Scott Lobdell (testi) e Chris Bachalo (disegni) nel 1995, pubblicato dalla Marvel Comics. La sua prima apparizione risale a Generation X n. 3.

## Biografia del personaggio
Cordelia è la minore dei fratelli Frost. Etichettata dal padre come la "pecora nera" della famiglia, cominciò ad indossare abiti scuri, borchie e tagliò e tinse di nero i suoi capelli, per rispecchiare la descrizione poco lusinghiera fornita dal padre. È anche una eterocromatica (ha un occhio marrone e l'altro azzurro).
La prima apparizione fumettistica di Cordelia risale a quando fu salvata da Mondo, sull'isola di Samoa. I due divennero amici, ma in seguito Cordelia lo controllò mentalmente in modo da entrare a far parte della Cerchia Interna del Club infernale. Mentre la richiesta di partecipazione di Mondo fu accolta da Shinobi Shaw, Cordelia venne rifiutata. In quel momento, Mondo rivelò di essere membro di Generation X e tornò nel gruppo. Successivamente, tradì il team per Black Tom Cassidy e venne ucciso da Bastion durante la mini-saga Operation: Zero Tollerance.
Si venne a scoprire che il Mondo che aveva tradito Generation X non era altri che un clone creato da Black Tom, in modo da permettere la liberazione di quello affiliato al Club infernale. Black Tom istruì il vero Mondo e lo utilizzò per vendicarsi di Cordelia che lo aveva costretto ad unirsi al Club. La ragazza corse dalla sorella, ed Emma l'aiutò nella seguente battaglia contro Black Tom, il Fenomeno e Mondo. Durante la confusione dovuta allo scontro, Cordelia scomparve. Risulta ancora sconosciuto se dopo gli eventi di House of M, Cordelia abbia mantenuto i propri poteri.
Emma e Christian, a parte Cordelia, sono gli unici membri ancora in vita della famiglia Frost.
È sconosciuto, inoltre, se Cordelia sappia che la morte dell'altra sua sorella, Adrienne, è avvenuta per mano di Emma.

## Poteri e abilità
All'inizio non si sapeva molto dei poteri di Cordelia, a parte che come le altre sue sorelle era dotata di talenti psionici. A poco a poco, si scoprì che era immune alla telepatia di Emma, ciò era dovuto allo "status fraterno" (Siblings Status), cioè la condizione genetica che non permetteva a consanguinei di utilizzare i propri poteri l'uno contro l'altro. Durante Generation X, venne mostrato il vero potere della giovane: leggere le emozioni e creare personalità empatiche, nelle quali infondeva le proprie emozioni, per controllare le menti altrui. La sua mutazione venne amplificata, permettendole di creare raggi psionici (in precedenza incontrollabili) con i quali poteva stordire e cancellare la memoria altrui.
Emma definì la sorella la più potente mutante empatica sul pianeta (la Professor X degli empatici), capace di controllare un intero stato con le sue emanazioni. Anche se con un mutante di livello omega deve faticare per riuscire a controllarlo.